# 欣卡鄉

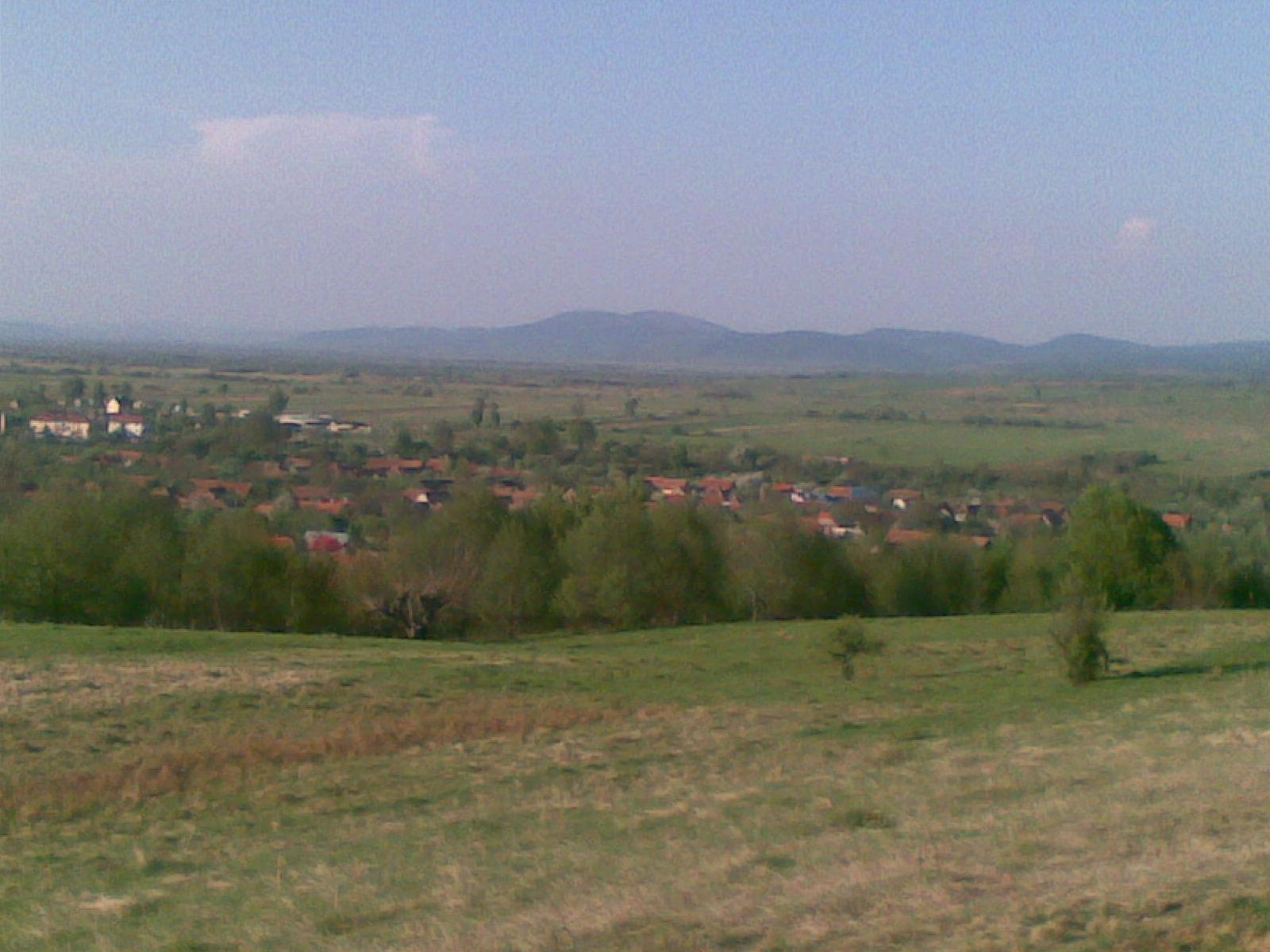

45°44′04″N 25°08′59″E / 45.73444°N 25.14972°E
欣卡鄉（羅馬尼亞語：Comuna Șinca, Brașov），是羅馬尼亞的鄉份，位於該國中部，由布拉索夫縣負責管轄，面積181平方公里，海拔高度531米，2007年人口3,689，人口密度每平方公里20人。

## 友好城市
- 法國 费康